# 심육
심육(沈錥, 1685년 ~ 1753년)은 조선 후기의 소론 산림(少論 山林)으로 본관은 청송(靑松), 자는 화보(和甫)‧언화(彦和), 호는 저촌(樗村)‧저헌(樗軒)이다. 하곡(霞谷) 정제두(鄭齊斗)의 문인으로 강화학파(江華學派)의 중심 인물이다.
홍문관 응교 증 영의정 심유(沈濡)의 손자이고 준소(峻少)의 영수 영의정 심수현(沈壽賢)의 장남으로 조선 후기 대실학자 심대윤(沈大允)의 증조부 이조참판 심악(沈䥃)의 형이다.

## 가계
- 9대조 : 심연원 - 영의정 청천부원군(靑川府院君)
- 8대조 : 심강 - 조선 제13대 명종의 국구, 청릉부원군(靑陵府院君) 영돈녕부사 증 영의정
- 7대조 : 심의겸 - 서인의 초대 영수, 병조판서 청양군(靑陽君)
- 6대조 : 심엄 - 옥과현감 증 영의정 청천부원군(靑川府院君)
- 5대조 : 심광세 - 홍문관 응교 증 이조참판
  - 고조부 : 심억(沈檍) - 한성부 서윤, 증 좌찬성
    - 증조부 : 심약한(沈若漢) - 증 좌찬성
      - 조부 : 심유(沈濡) - 홍문관 응교 증 영의정
      - 조모 : 증 정경부인 백천 조씨 - 대제학 조석윤(趙錫胤)의 딸
        - 숙부 : 심제현(沈齊賢) - 삼척부사
        - 숙부 : 심경현(沈景賢) - 진사
        - 숙부 : 심공현(沈恭賢) - 사과
        - 아버지 : 심수현(沈壽賢) - 준소(峻少)의 영수, 영의정
          - 본인 : 심육(沈錥) - 소론 산림(少論 山林), 세자시강원 찬선, 성균관 좨주, 형조참판, 대사헌
          - 부인 : 정부인 진주 강씨
            - 아들 : 심정지(沈靖之)
              - 손자 : 심동륜(沈同倫)
                - 증손자 : 심대항(沈大恒)

          - 동생 : 심악(沈䥃) - 이조참판
            - 조카 : 심신지(沈新之)
              - 당질 : 심응륜(沈應倫)
                - 심응륜의 아들 : 심대재(沈大載) - 심완륜(沈完倫)의 아들

              - 당질 : 심완륜(沈完倫) - 심무지(沈戊之)에 양자로 입적

          - 동생 : 심약(沈鑰) - 용담현령
          - 동생 : 심필(沈鉍)
          - 동생 : 심발(沈鈸) - 내시교관
            - 조카 : 심무지(沈戊之)
              - 당질 : 심완륜(沈完倫) - 심신지(沈新之)의 아들
                - 심완륜의 아들 : 심대윤(沈大允) - 조선 후기 대실학자
                - 심완륜의 아들 : 심대재(沈大載) - 심응륜(沈應倫)에 양자로 입적
                - 심완륜의 아들 : 심의래(沈宜來)
                - 심완륜의 아들 : 심대시(沈大時)
                - 심완륜의 아들 : 심의돈(沈宜敦)
                - 심완륜의 아들 : 심의규(沈宜逵)

          - 여동생 : 동래인 부사 정석기에게 출가
          - 여동생 : 풍산인 홍진보에게 출가
            - 외조카 : 홍양호(洪良浩) - 강화학파의 대학자, 이조판서, 문형, 판중추부사

          - 여동생 : 동래인 군수 정양순에게 출가
          - 여동생 : 전의인 첨지중추부사 이익윤에게 출가

## 생애
1705년(숙종 31년) 진사(進士) 3등으로 합격하였다. 1724년(영조 즉위년) 경의군(敬義君, 훗날의 진종)의 왕자사부(王子師傅)에 제수되었고, 이후, 세자익위사 부솔, 세자시강원 자의, 사재감 주부, 종부시 주부, 사헌부 지평, 사헌부 장령, 사헌부 집의, 승지, 유선관, 세자시강원 찬선, 형조참의, 호조참의, 성균관 좨주, 형조참판, 성균관 좨주, 대사헌, 성균관 좨주, 대사헌, 성균관 좨주, 대사헌, 세자시강원 찬선, 대사헌, 성균관 좨주, 대사헌, 성균관 좨주, 대사헌에 제수되었다.

## 평가
조부는 응교(應敎) 심유(沈濡)이고, 부친은 영의정(領議政) 심수현(沈壽賢)이다. 모친은 전의이씨(全義李氏) 이만겸(李萬謙)의 딸이다. 하곡(霞谷) 정제두(鄭齊斗)의 문인으로서 강화학파(江華學派)의 중심 인물이다.
1705년(숙종 31) 을유증광사마시(乙酉增廣司馬試)에 진사(進士) 3등으로 합격하였다. 1724년(영조 즉위년) 왕자사부(王子師傅)에 제수되었고, 이후 익위사부수(翊衛司副率), 시강원자의(侍講院諮議), 지평(持平) 등을 역임했다. 또한 종부시주부(宗簿寺主簿), 장령(掌令), 집의(執義), 승지(承旨), 시강원찬선(侍講院贊善), 형조참의(刑曹參議), 호조참의(戶曹參議), 형조참판(刑曹參判), 성균관좨주(成均館祭酒), 대사헌(大司憲) 등에 제수되었으나 나아가지 아니하고 사직하였다.

이처럼 평생 여러 차례 소명(召命)을 받았으나 벼슬에 나아가지 않고 대부분을 강학(講學)과 유람(遊覽)으로 보냈는데, 특히 부친을 배행(陪行)하여 의주(義州), 관동(關東), 영남(嶺南) 등지는 물론 중국 연경(燕京)까지 다녀오면서 견문을 넓혔다. 이 때 지은 시작(詩作)이나 일기(日記) 등을 모아 편찬한 『저촌유고(樗村遺稿)』가 남아 있는데, 모두 47권 18책으로 구성되어 있다. 1938년에 정제두(鄭齊斗)의 7대손인 정계섭(鄭啓燮)의 주도로 정리 · 등사한 필사본(筆寫本)이 현재 규장각에 소장되어 있다.— 한국역대인물종합정보시스템 - 심육(沈錥)

## 저서 및 유고
- 《저촌유고(樗村遺稿)》- 1938년 정제두(鄭齊斗)의 7대손 정계섭(鄭啓燮)의 주도로 정리 · 등사한 필사본(筆寫本)이 현재 [규장각]에 소장되어 있다.
- 《심육 필 서간》 - 심육이 세자익위사 부솔(副率)이 되었던 1725년 10월에 쓴 것이다. [국립순천대학교 박물관 소장]

## 같이 보기
| - 강화학파 - 양명학 - 소론 - 정제두 - 이광사 - 홍양호 - 조선 진종 | - 심수현 - 심대윤 - 심연원 - 심강 - 심의겸 - 심광수 - 심단 |